# آن سامرز (كاتبة)
آن سامرز (بالإنجليزية: Anne Summers)‏، ولدت في 12 مارس 1945، هي كاتبة وكاتبة مقالات صحفي، اشتهرت أنها ناشطة في مجال التحرر والمساواة، والتحرير والنشر. كانت فيما مضى السكرتيرة الأولى المساعدة لمكتب مكانة المرأة في دائرة رئيس الوزراء ومجلس الوزراء.

## نشأتها
ولدت آن فيرهورست كوبر في عام 1945 في دينيليكوين، نيو ساوث ويلز، الأكبر بين ستة أطفال لوالديها (آي إتش إف وإي إف كووبر)، نشأت في أسرة كاثوليكية ملتزمة وصارمة في منطقة أديليد، أستراليا، وتلقت تعليمها في مدرسة كاثوليكية هناك. ذكرت في مذكراتها أن والدها والذي كان مدرب طيران، كان مدمنًا على الكحول، وأنها عانت أيضًا من صعوبات في علاقتها مع والدتها. غادرت سامرز المنزل لتولي منصب في أحد بنوك ملبورن بعد أن تركت الدراسة في سن الـ 17، لتعمل بعد ذلك مساعدة في مكتبة حتى عام 1964، عندما عادت إلى أديليد، والتحقت بجامعتها في عام 1965، في قسم الفنون السياسية والتاريخية. رفضت أن تحال إلى دكتور في أديليد لإجراء الإجهاض بعد أن أصبحت حاملًا بسبب علاقة عابرة في عام 1965، رتبت لعملية إجهاض مكلفة في ملبورن لكنها لم تكلل بالنجاح بشكل تام. اضطرت للعودة إلى الطبيب السابق في أديليد وأحيلت إلى طبيب أخصائي بالأمراض النسائية والتوليد هناك لإكمال عملية الإجهاض بأمان. تعتبر سامرز تلك التجربة السبب الرئيسي فيما آلت اليه الأمور لاحقًا وخاصة فيما يخص مسيرتها من أجل مصلحة النساء.

## المهنة
أصبحت سامرز عضوًا في نادي العمل أثناء تواجدها في الجامعة، وأصبحت لاحقًا متضامنة مع الحركة الطلابية الراديكالية، وشاركت في مسيرة ضد حرب فيتنام. تزوجت من زميلها الطالب جون سامرز في عام 1967، وانتقل الزوجان إلى منطقة بعيدة تضم تجمعًا للسكان الأصليين، حيث عمل الزوج كمدرس. بعد زواجها، ابتعدت عن عائلتها ووالدها، ولم تحتفظ باسمها قبل الزواج على الرغم من قصر زواجها.
أصبحت سامرز واحدة من خمس نساء شكلن مجموعة تدعى (حركة تحرر المرأة دبليو إل إم) في أديليد في عام 1969، وذلك بعد أن تركت زواجها في الفترة الزمنية ذاتها. أنشئت العديد من حركات التحرر النسائية في جميع أنحاء أستراليا، وقدم طلب باسم جميع هذه الحركات إلى لجنة المصالحة والتحكيم للكومنويلث في ملبورن في عام 1969، للمساواة في الأجور، كما عقد اجتماع لـ (دبليو إل إم) في سيدني في يناير عام 1970. عقد أول مؤتمر وطني للحركة في مايو عام 1970، في جامعة ملبورن بحضور 70 ناشطة في مجال حقوق المرأة.
في سيدني عام 1970، انتقت سامرز وباقي أعضاء الحركة (دبليو إل إم) واستقروا في منزلين مهجورين يتبعان للأبرشية الأنجليكانية في سيدني، وقاموا بتحويلهما إلى ملجأ (ملجأ إلسي للنساء والأطفال)، لتوفير مأوى لضحايا العنف الأسري أو المنزلي.
تلقت سامرز منحة للدراسات العليا، لتحصيل درجة الدكتوراه، ومكّنها هذا الإنجاز من نشر كتابها (عاهرات لعينات وشرطة الله) والذي تناول تاريخ النساء في أستراليا. عرض على سامرز أن تعمل صحفية في (ذا ناشيونال تايمز)، حيث كتبت تحقيقًا عن سجون (نيو ساوث ويلز، مما أدى إلى حصولها على مكافئة ملكية ومنحت جائزة (ووكلي).
عينت سامرز مستشارة سياسية لرئيس وزراء حزب العمال الأسترالي، بوب هوك، كما ترأست مكتب مكانة المرأة في دائرة رئيس الوزراء ومجلس الوزراء في أواخر عام 1983 وحتى عام 1986. عاشت سامرز في نيويورك من عام 1986 حتى 1992، وأصبحت رئيسة تحرير مجلة (الآنسة أو السيدة)، بعد الاستحواذ على الإدارة، شاركت في تملك المجلة والتي في نهاية المطاف استسلمت لحملات (منظمة الأغلبية الأخلاقية) وهي حركة سياسية أمريكية، وتعرضت للإفلاس أيضًا.
بعد ذلك عادت سامرز إلى أستراليا وعينت رئيسة تحرير لمجلة (غود ويكيند)، وفي جريدة (ذا سيدني مورنينغ هيرالد) وجريدة (ذا إيج)، شغلت أيضًا منصب مستشارة في قضايا المرأة لرئيس وزراء حزب العمال، بول كيتنغ قبل الانتخابات الفدرالية في عام 1993.
انضمت سامرز إلى مجلس منظمة (السلام الأخضر) في عام 1999، ومنذ عام 2000 حتى عام 2006 كانت رئيسة لمنظمة السلام الأخضر الدولية.
وعاشت مرة أخرى في نيويورك منذ عام 2017. 

## الجوائز
- في عام 1976: جائزة (ووكلي) في الطباعة لأفضل قصة إخبارية في صحيفة (ذا ناشيونال تايمز)، في سيدني.
- في عام 1989: يوم الشرف الأسترالي لفارس وسام أستراليا (آي أو) من أجل خدماته في مجال الصحافة وشؤون المرأة.[21]
- في عام 1994: دكتوراه فخرية من جامعة فليندرز، جنوب أستراليا.
- في عام 2000: دكتوراه فخرية من جامعة نيو ساوث ويلز.
- في عام 2014: دكتوراه فخرية من جامعة جنوب أستراليا.[22]
- في عام 2015: دكتوراه فخرية من جامعة أديليد.
- في اعام 2017: دكتوراه فخرية من جامعة سيدني. [23]

## الحياة الشخصية
شريكها الذي عاش معها فترة طويلة، تشيب روللي، المدير الأكثر إبداعًا في مهرجان سيدني للكتاب في عام 2010، والمحرر السابق لبرنامج (رأي هيئة الإذاعة الأسترالية) (ذا درَم)، كان كبير مديري البرامج الأدبية في
(بين أميركا) منذ مايو 2017.

## الظهور
ظهرت في البرنامج ضمن ثلاث مناسبات في مهرجان بريبان للكتاب في بريسبان، كوينزلاند عام 2017.